# هری لئون ویلسون
هری لئون ویلسون (انگلیسی: Harry Leon Wilson؛ ‏ ۱ مهٔ ۱۸۶۷ – ۲۸ ژوئن ۱۹۳۹) رمان‌نویس و نمایشنامه‌نویس اهل ایالات متحده آمریکا بود.
از فیلم‌هایی که وی در آن‌ها نقش داشته‌است، می‌توان به مرا ستاره کن اشاره نمود.